# 大林千萬樹
大林 千萬樹（おおばやし ちまき、1887年（明治20年）1月‐1959年（昭和34年）4月26日）は、大正時代から昭和時代の日本画家で、主に再興院展にて活動し、江戸期の歴史風俗に取材した温和な美人画を多く描いた。娘の大林蘇乃（1910‐1971）は元日本工芸会正会員の桐塑人形作家。

## 来歴
明治20(1887)年1月5日、岡山県岡山市平野町（現在の岡山市北区天瀬南町）に生まれる。名は頼憲。若い時に東京へ出てまず富岡永洗、川合玉堂に師事した後、20歳頃に鏑木清方に入門。清方門下の郷土会展では大正4(1915)年の第2回展《通い廊》と大正5 (1916)年の第3回展に出品している。
自身の初の出品作としては、明治39(1906)年日本美術院 絵画展覧会に《のべの土産》を、また明治40(1907)年東京勧業博覧会にも《歌舞》を出品している。大正2(1913)年には第13回巽画会で《胡笳の聲》が褒状一等となり、同年の美術研精会第12 回展に《涼味》を出品して賞状。大正3(1914)年東京大正博覧会には《真堤我意中の人》《廓の宵》を出品している。
その後は、主に再興院展に活躍の場を移し、大正3(1914)年の再興第1回院展の《編笠茶屋》入選を皮切りに、第2回院展《手牡丹》、第3回院展《ゐねむり》、第4回院展《口三味線》まで連続4回の入選したのち、第9回院展にも《紅粧》が入選している。
その他では、大正10(1921)年に名古屋の十一屋呉服店（百貨店丸栄の前身）美術部が『大林千萬樹画伯浮世絵展観」として千萬樹作品30点を展示。この展示会が好評であったことから、その翌年名古屋市の合資会社中京会が「千萬樹画譜』（いわゆる依頼画の為の見本帳のような役割か）を刊行。また大正12(1923)年の大阪毎日新聞社・東京日日新聞社主催の日本美術展では《春蘭》が入選している。また昭和９(1934)年の大礼記念京都美術館美術展覧会には《新粧》を出品している。
作品の画風としては、《編笠茶屋》や《桜狩》のような江戸時代の風俗を題材に軽妙で洒脱な風俗画として院展系美人画のひとつの典型を示したものと、もう一つは《紅粧》に代表されるような濃厚な表現の美人画の二つに分けられる。

笠岡市立竹喬美術館編「デカダンスの気配 －新視点 培広庵コレクション－」P.117

また滋賀県近江八幡出身の日本画家：茨木衫風（いばらぎさんぷう：後に新興美術院を創設）などの後進も育てている。
関東大震災（大正12年9月１日）に被災したことで奈良県生駒郡都跡村佐紀（現在の奈良市）に転居。この時期は奈良・京都にて活動しながら、主に個人からの依頼画の作成や援助を受けて生計を立てていたことが想像される。その後は名古屋を経て、昭和10(1935)年には京都に居を移すものの、昭和20(1945)年頃には長野県上水内郡飯綱町に疎開（いいづな歴史ふれあい館資料）。昭和30(1955)年頃（68歳頃）には熱海にある平櫛田中の別荘で療養生活を送ったのち、昭和33(1958)年京都市北区の自宅に戻り、 昭和34(1959)年4月26日に死去。享年72。

## 作品
- 「紅粧」　絹本着色 岡山県立美術館所蔵
- 「梅の香り」　絹本墨画淡彩　岡山県立美術館所蔵
- 「寒山拾得図」　紙本着色 岡山県立美術館所蔵
- 「胡笳の声」　絹本着色　岡山県立美術館所蔵
- 「寿老人」　絹本着色　岡山県立美術館所蔵
- 「孟母断機図」　絹本着色　大正末期　笠岡市立竹喬美術館蔵
- 「春興」　紙本着色　昭和9(1934)年　笠岡市立竹喬美術館蔵
- 「桜狩」　絹本着色　昭和10(1935)年　笠岡市立竹喬美術館蔵
- 「旅路」　絹本着色　昭和10(1935)年　笠岡市立竹喬美術館蔵
- 「街道」　　　　　　　　　　　　　　滋賀県立美術館蔵
- 「四季美人図」絹本着色　大正‐昭和時代　福田美術館蔵（京都市右京区）
- 「鈴虫」　絹本着色　大正時代　福田美術館蔵（京都市右京区）